# Interprofession
Une interprofession (ou organisation interprofessionnelle) est le regroupement de plusieurs acteurs économiques engagés dans une filière de production et/ou de commercialisation commune et a comme objectif d’agir pour l’intérêt commun de l’ensemble de ses membres. Développée dans le secteur agricole et agro-alimentaire, cette forme d’organisation, souvent perçue comme une particularité française, est pourtant répandue, que ce soit dans les pays développés ou en développement. Les interprofessions sont devenues des acteurs essentiels pour les filières depuis que la politique agricole commune (PAC) est moins interventionniste sur les marchés et depuis que la Cour de justice européenne, puis l’organisation commune de marchés (OCM) unique, leur ont donné un cadre européen de référence.

## Les interprofessions en Europe
Les associations interprofessionnelles sont des organisations qui rassemblent un large éventail de groupes d’intérêts apparentés à un produit ou à un secteur donné, dans un pays donné, que le produit soit destiné à l’exportation, au marché national ou aux deux. Souvent dans le monde agricole et agro-alimentaire, ces associations puisent leurs membres parmi les agriculteurs individuels ou leurs associations, les négociants, les transformateurs, les distributeurs et les exportateurs ainsi que parmi les fournisseurs des services de soutien. Parfois, les organismes gouvernementaux sont également membres.
Il existe de nombreuses formes d'interprofessions selon les pays. La plupart des associations interprofessionnelles en Europe ont été créées dans le but de promouvoir certains produits agricoles, résoudre les problèmes entre les agriculteurs et les entreprises agricoles, planifier la production et réglementer la commercialisation. Quelques années plus tard, elles ont établi de nouveaux objectifs, comme de promouvoir la consommation, d’aider l’État dans les négociations commerciales, de favoriser la transparence du marché et de promouvoir la détermination des prix. Au cours des dernières années, elles ont diversifié leurs actions, à savoir la sécurité sanitaire, la traçabilité et la protection de l’environnement.
En 2013, deux Règlements portant organisation commune des marchés (OCM) définissent le cadre légal harmonisé pour la reconnaissance des organisations interprofessionnelles, leurs missions et leur mode de financement : l'un, pour les secteurs des grandes cultures, des fruits et légumes, des semences, du sucre, du tabac, de la viticulture pour le secteur végétal, du lait et des produits laitiers, des œufs et des viandes pour le secteur animal.; l'autre, dans le secteur des produits de la pêche et de l'aquaculture.
La plupart des États membres ont aligné leur législation avec les dispositions de ces Règlements afin de permettre la création et la reconnaissance d’organisations interprofessionnelles dans tous les secteurs agricoles couverts par le règlement.
Au 1er juin 2016, 19 États membres de l’Union européenne ont adopté un cadre juridique régissant la reconnaissance et le fonctionnement d’organisations interprofessionnelles. La France est le pays ayant le cadre réglementaire le plus ancien. L’Espagne, le Portugal, l’Italie, la Grèce, la Roumanie, Chypre, Malte, la Pologne et la Belgique (Wallonie) ont adopté une législation entre 1994 et 2004.. Viennent enfin la Bulgarie, la Belgique (Flandre), la Croatie, l’Autriche, la République tchèque, la Slovaquie, la Hongrie, l’Allemagne, la Lettonie et les Pays-Bas qui eux se sont dotés d’un cadre réglementaire après 2005.
Au 2 juillet 2019, l’Union européenne comptait 132 interprofessions agricoles reconnues par les instances nationales dont 66 en France et 66 situées dans 8 autres pays membres (27 en Espagne, 9 aux Pays-Bas, 7 en Grèce, 6 en Roumanie, 6 en Hongrie, 5 en Italie, 5 au Portugal et 3 en Belgique) dans le secteur des produits de la pêche et de l'aquaculture.

## Les interprofessions en France
Les organisations interprofessionnelles agricoles ont été créées en 1964, puis renforcées par plusieurs lois d’orientation agricole depuis 1975. Elles se sont progressivement adaptées à la mise en place de la réglementation communautaire.
Elles rassemblent les organisations professionnelles d’une même filière, par produit ou par groupe de produits, et permettent, de la production à la transformation, voire jusqu'à la commercialisation, de définir des règles applicables aux relations entre leurs membres et de mener des actions d’intérêt commun. Elles peuvent assumer un rôle réglementaire sous le contrôle de l’État. Ce sont des personnes morales de droit privé, en général des associations régies par la loi du 1er juillet 1901. La profession agricole y est représentée par des organisations spécialisées et représentatives pour le produit considéré. Leurs actes de gestion, comme leurs créances et cotisations, y compris lorsqu’elles sont étendues, sont soumis au droit privé.
Le Comité de liaison des interprofessions agricoles et agroalimentaires (CLIAA) assure les liaisons entre les interprofessions. Le Comité national des interprofessions des vins à appellation d'origine et à indication géographique (CNIV) regroupe quant à lui la plupart des interprofessions viticoles reconnues.
Ces interprofessions sont généralement financées par des contributions volontaires étendues des professionnels du secteur concerné.

### Gouvernance
Les interprofessions reposent sur trois principes de fonctionnement : représentativité, parité et unanimité.
Pour être reconnue en tant qu’interprofession par les pouvoirs publics, l’association interprofessionnelle doit faire la preuve de la représentativité de ses membres qui sont les organisations ou associations professionnelles du secteur d’activité couvert.
Les interprofessions ont une gouvernance fréquemment organisée en collèges représentatifs des différents métiers du secteur. La parité entre les professions, deuxième principe fondamental, repose sur l'équilibre entre les différents collèges.
Enfin, le principe d'unanimité complète les deux premiers. En effet, la prise de décision, lors de moments majeurs de la vie interprofessionnelle, se fait toujours à l'unanimité dans le respect des particularités et des familles professionnelles représentées. Ce principe constitue un gage de fonctionnement démocratique et donc de pérennité des organisations interprofessionnelles.(voir Les Industries agroalimentaires en France, édité par La documentation française - 2015 - chapitre 7 "les dispositifs interprofessionnels de gouvernance")
Les organisations interprofessionnelles étant des acteurs de droit privé, l'État ne peut intervenir en cas de désaccord entre leurs membres.

### Missions des interprofessions
De façon transversale, on retrouve cinq grandes types de missions assurées par les interprofessions :
- représentation du secteur auprès des pouvoirs publics,
- promotion et communication collectives des produits,
- mise en place concertée de standards de qualité,
- recherche et développement,
- actions dans la gestion des marchés avec la publication d'informations statistiques ou économiques.

La liste exhaustive de toutes les missions pouvant être conduites par les interprofessions est plus large et figure dans les Règlements européens portant organisation commune des marchés.

### Modalités d'action: les accords interprofessionnels
Les accords interprofessionnels sont les outils privilégiés par les interprofessions. Ils définissent les règles régissant l’activité de la filière et constituent à ce titre une trace tangible et concrète des stratégies communes mises en place par la filière. Ils résultent d’une discipline volontaire dont l'adoption requiert l'unanimité des professions composant l’interprofession. (voir Déméter 2012 - article "Interprofessions et contractualisation"
L'accord peut ensuite être présenté aux pouvoirs publics dans le cadre de la procédure d'extension. Une fois l'extension prononcée par arrêté interministériel du ministère de l’Agriculture et du ministère de l’Économie et des finances, pour une durée déterminée (généralement trois ans), les mesures prévues par l'accord revêtent un caractère obligatoire pour l'ensemble des opérateurs de la filière.
Pour qu’un accord soit étendu, le code rural et de la pêche maritime impose qu’il soit adopté à l’unanimité des professions participant à l’interprofession, qu'ils prévoient des actions communes ou visant un intérêt commun conformes à l'intérêt général et compatibles avec la législation de l'Union européenne et que l’interprofession démontre sa représentativité.
De plus, ces accords ne peuvent porter que sur le financement des activités de l’interprofession ou l’un des objets suivants (liste exhaustive définie dans le Règlement communautaire OCM unique, avec des dispositions spécifiques pour certains secteurs comme le lait ou l’huile d’olive) :
- connaissance de la production et du marché,
- règles de production plus strictes que les dispositions édictées par les réglementations de l'Union ou les réglementations nationales,
- élaboration de contrats types compatibles avec la réglementation de l'Union,
- commercialisation,
- protection de l'environnement,
- actions de promotion et de mise en valeur de la production,
- mesures de protection de l'agriculture biologique et des appellations d'origine, labels de qualité et indications géographiques,
- recherche visant à valoriser les produits, notamment par de nouvelles utilisations ne mettant pas en danger la santé publique,
- études visant à améliore la qualité des produits,
- recherche, en particulier, de méthodes culturales permettant la limitation de l'usage des produits phytosanitaires ou vétérinaires et assurant la préservation des sols et la préservation ou l'amélioration de l'environnement,
- définition de qualités minimales et définition de normes minimales en matière de conditionnement et d'emballage,
- utilisation de semences certifiées et contrôle de qualité des produits,
- santé animale, de santé végétale ou de sécurité sanitaire des aliments,
- gestion des sous-produits.

Chaque accord interprofessionnel fait l’objet d’une publication au bulletin officiel du ministère de l'Agriculture (BO agri), permettant aux acteurs concernés par la demande d'extension de formuler des avis. La liste des accords interprofessionnels ayant fait l’objet d’un arrêté d’extension est publiée sur le site du ministère de l’Économie et des finances.

### Un renforcement des interprofessions en France
Depuis, plusieurs rapports font un bilan de l'action des interprofessions en France et appellent à un renforcement du rôle des interprofessions notamment pour aider à la structuration des filières. En mai 2017, le Conseil général de l'agriculture, de l'alimentation et des espaces ruraux (CGAAER) indique que « la mission a identifié des facteurs facilitant la réussite des initiatives interprofessionnelles, notamment la capacité des leaders professionnels à discerner les sujets qui peuvent être partagés en interprofession, la dynamique territoriale qui fédère autour d’un produit sous appellation d’origine, la capitalisation de résultats concrets consolidant la dynamique. Parmi les facteurs handicapant l’action interprofessionnelle, on retrouve des facteurs humains, mais aussi une opposition éventuelle entre logique collective et stratégies individuelles d’entreprises, ou encore une tension sur l’origine de la valeur ajoutée dans le produit final ». Il recommande enfin de faire des interprofessions, à côté des syndicats agricoles, des acteurs de la concertation, et souhaite une place plus importante des organisations de producteurs en leur sein.
En janvier 2018, le Conseil économique social et environnement (CESE) rend un avis sur les leviers pour renforcer la compétitivité de l’agriculture et de l’agroalimentaire français, dans lequel il met en avant le rôle des interprofessions. En mai 2018, un avis de l’autorité de la concurrence clarifie les possibilités offertes aux interprofessions, notamment conforte le fait qu’elles peuvent diffuser des indicateurs économiques ou des clauses de répartition de valeur telles prévues dans le règlement Omnibus, sous réserve de respecter certaines précautions.
Le 30 octobre 2018, la loi Egalim pour l’équilibre des relations commerciales dans le secteur agricole et alimentaire et une alimentation saine, durable et accessible à tous, renforce le rôle des interprofessions en termes de structuration économique de la filière en précisant que les interprofessions devront élaborer et diffuser, dans le cadre de leurs missions, des indicateurs économiques de référence (indicateurs des coûts de production et indicateurs de marché).
En juillet 2020, la Direction générale de la Concurrence, de la Consommation et de la Répression des fraudes (DGCCRF) publie un guide pratique pour permettre aux interprofessions et aux organisations de producteurs de mieux appréhender les règles liées à la concurrence en agriculture et les possibilités de dérogations. Ce guide constitue un outil d'accompagnement à l'application de loi Egalim.

### Liste des interprofessions agricoles et agroalimentaires françaises
La France a fait le choix de n'avoir qu'une interprofession par filière de production, hors AOP et cas particuliers. Il existe environ 70 organisations interprofessionnelles reconnues en France. L’importance de l’effectif s’explique notamment par une segmentation géographique ou sectorielle fine de certaines productions, dans le secteur des vins et des fromages en particulier. Par exemple, celui des vins comporte une interprofession nationale (ANIVIN de France) et 24 interprofessions régionales correspondant aux divers bassins de production. La France a également pris des dispositions particulières les départements d’Outre-Mer, en reconnaissant des interprofessions à compétence géographique des DOM.
Ci-dessous, liste des différentes interprofessions reconnues par l'état français

## Les interprofessions dans les pays en développement
Dans les pays en développement, les interprofessions et leurs associations représentent une forme de développement participatif de plus en plus importante. Les facteurs qui influencent l’importance de ces associations dans le développement du secteur agro-alimentaire, y compris leur représentativité réelle sont :
- la définition du mandat, large ou étroit, de l’association ;
- le niveau des ressources dont elle dispose ;
- la sagesse de son conseil d’administration et les compétences de ses dirigeants ;
- le niveau de soutien et d’engagement de la part des membres envers l’association.

Les fonctions principales d’une association sont de définir, représenter, défendre et promouvoir les intérêts de ses membres. Les associations interprofessionnelles sont bien plus répandues en Amérique latine que dans les autres régions en développement.
En Afrique, les associations interprofessionnelles ont été souvent promues et financées par les bailleurs de fonds français ou canadiens.
En Asie, le concept est encore plus rare alors que l'organisation « horizontale » des acteurs économiques au sein d'organisations de producteurs, de transformateurs, et de commerçants est en revanche courante. Exception notable : le Gouvernement Vietnamien a encouragé le développement d'organisations interprofessionnelles pour structurer les filières dont les produits ont un potentiel à l'exportation (thé, café, fruits).